# ハサカ県
ハサカ県（ハサカけん、Al Hasakah, アラビア語: الحسكة, al-Ḥasaka, クルド語: حسكة , Hesiça,  ）は、シリアの北東端にある県。面積は23,334平方キロメートル。人口は2021年の時点で187万人ほどと見積もられる。県都はハサカ。
クルディスタンの一部で、シリア内戦勃発後はクルド人勢力（ロジャヴァ）が県の大部分を実効支配している。

## 地理
北はトルコと、南東はイラクと国境を接し、西南にはラッカ県とデリゾール県が接する。
県はユーフラテス川よりも東にあり、ユーフラテスの支流・ハブール川が県内を北から南へ流れる。県の北東端では、チグリス川がトルコとの国境線になる。

## 産業
主な産業は灌漑農業であるが、原油も産出されている。

## 歴史
肥沃な土壌、豊かな水、100以上の考古遺跡の存在が特徴で、農業や都市といった営みの始まりの場所でもある。県内の主な遺跡には、人類の最古の都市遺跡であるハモウカル、新石器時代の代表的な遺跡テル・ハラフ、アッカド王ナラム・シンの王都ナガルの跡地であるテル・ブラク、ミタンニ王国の首都ワシュカンニに比定されているテル・エル・ファハリヤ、アッシリア帝国の首都シュバト・エンリルの跡地と考えられるテル・レイランなどがある。
2022年1月、ISILのメンバー約3500人を拘束する収容所が武装勢力により襲撃される。クルド人治安部隊が応戦するも双方で67人が死亡、数十人の収容者が脱走した。

## 行政区分
ハサカ県には4郡（manatiq, 地区）が属する。

### 郡
1. ハサカ郡（英語版）（Al-Hasakah District）
2. マリキヤ郡（英語版）（Al-Malikiyah District）
3. カーミシュリー郡（英語版）（Al Qamishli District）
4. ラス・アル・アイン郡（英語版）（Ra's al-'Ayn District）

### 主要都市
また以下のような都市がハサカ県にはある。
- カーミシュリー（Qamishli） : 82,129人
- ハサカ（Al Hasakah）: 81,809人
- アムダ（Amuda）: 45,980人
- ラス・アル・アイン（Ra's Al Ein）: 23,008人
- ダルバシヤ（Ad Darbasiyah）: 21,865人
- マリキヤ（Al Malikiyah）: 18,448人

## 住民

### 民族
ハサカ県の住民の民族構成は多彩で、アラブ人・アッシリア人・アルメニア人・クルド人などからなり、特にクルド人が多くクルディスタンの一部をなす。

### 宗教
宗教はアッシリア人やアルメニア人などキリスト教徒が多数住み、シリア正教会・アッシリア東方教会・アルメニア教会などの教会が各都市にある。チグリス川沿いのマリキヤにある古代からの教会には国外からも多数の巡礼が訪れる。県内の宗教の多数派はイスラム教スンニ派であるが、その信者の多くはクルド人でありアラブ人の方が少ない。